# Minuartia geniculata
Minuartia geniculata là loài thực vật có hoa thuộc họ Cẩm chướng. Loài này được (Poir.) Thell. mô tả khoa học đầu tiên năm 1912.